# Dynastia leońska
Dynastia leońska panowała w cesarstwie wschodniorzymskim od 457 do 518 roku.
Następujący cesarze należeli do tej dynastii:
- Leon I Trak – założyciel dynastii
- Leon II – wnuk Leona I, syn Zenona i jego córki Ariadny
- Zenon Izauryjczyk – zięć Leona I, mąż Ariadny
- Bazyliskus – uzurpator, szwagier Leona I, brat jego żony Weryny
- Anastazjusz I – zięć Leona I, wyniesiony na tron przez Ariadnę

Inni członkowie dynastii:
- Armatus – generał, bratanek Bazyliskusa
- Ariadna – córka Leona I, żona Zenona i Anastazjusza I
- Juliusz Nepos – cesarz zachodniorzymski, mąż nieznanej z imienia krewnej cesarzowej Weryny.